# Política do filho único

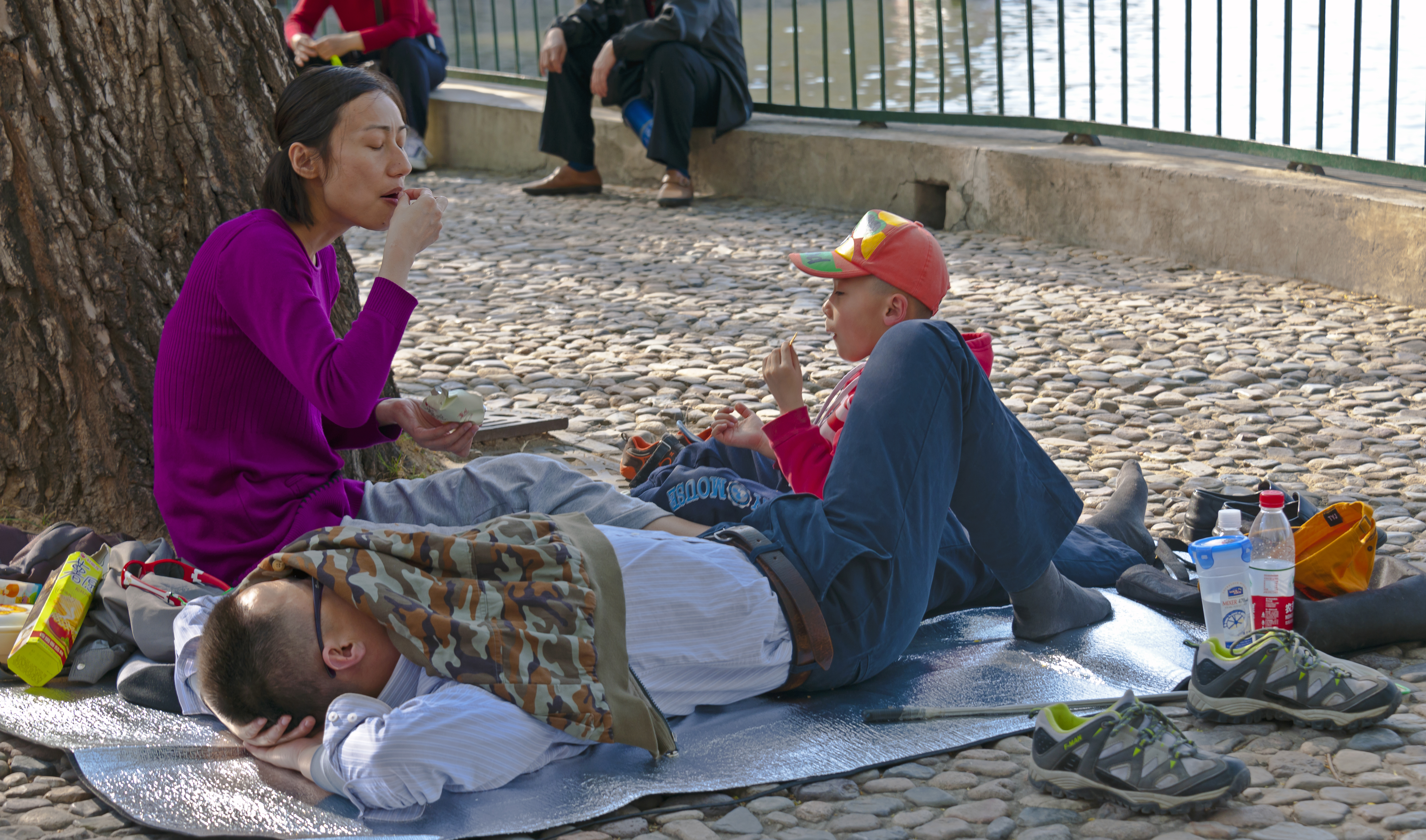
Família composta por um filho em um parque de Pequim

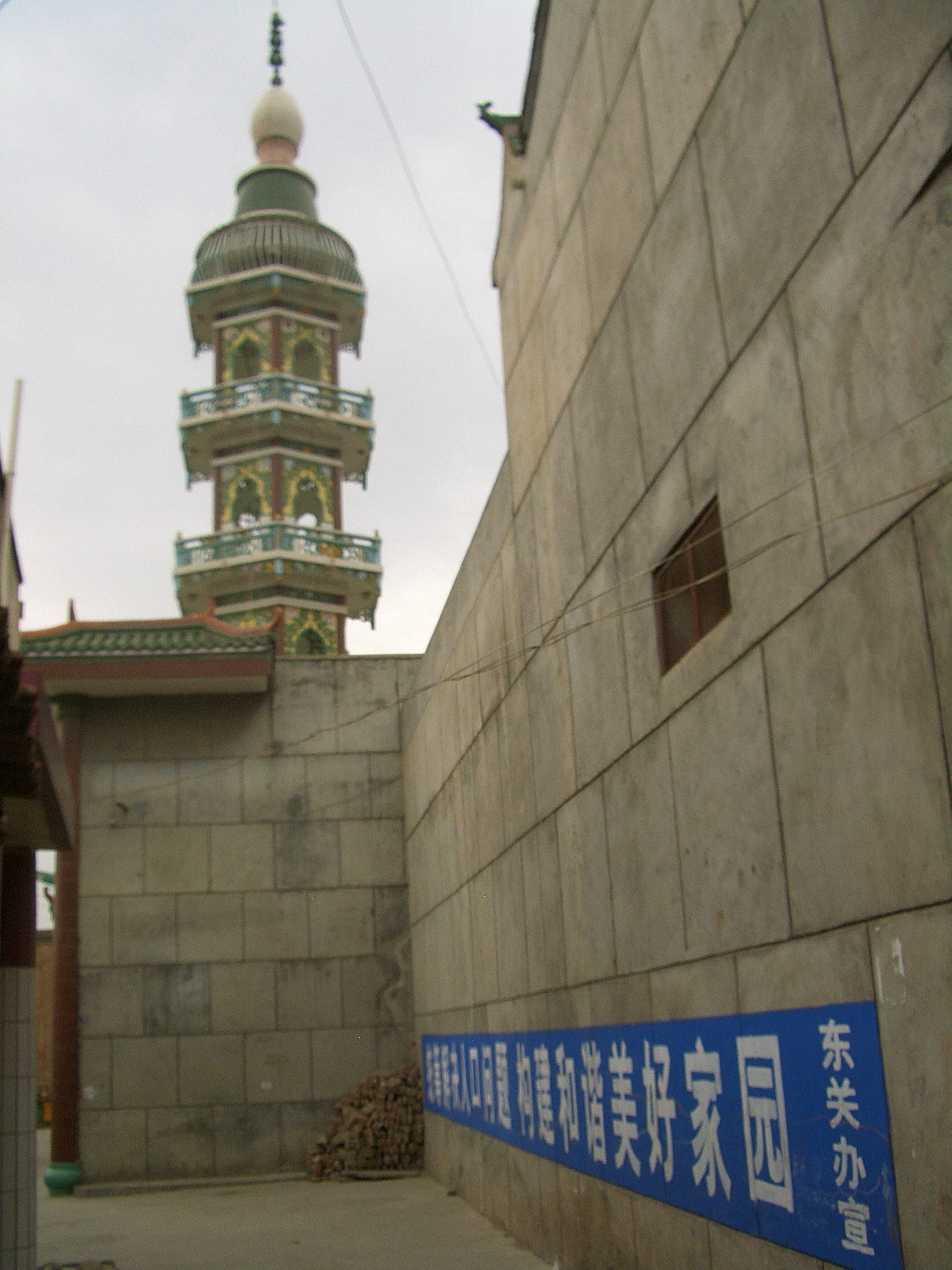
O slogan pintado na parede de uma rua de Linxia fala sobre "resolver o problema populacional" e construir uma "sociedade harmoniosa"

Política do filho único foi uma política implantada pelo governo da República Popular da China (com exceção da província de Henan) — país que tem a segunda maior população do mundo, com mais de 1 300 000 000 de habitantes — com o objetivo de reduzir o crescimento populacional e, desse modo, facilitar o acesso da população do país a um sistema de saúde e educação de qualidade. Lançada pelo governo chinês no fim da década de 1970, consistia numa lei segundo a qual ficava proibido, a qualquer casal, ter mais de um filho. Casais que tinham mais de um filho eram punidos com severas multas. Existem, hoje, cerca de 90 milhões de filhos únicos na China. Eles são conhecidos como pequenos imperadores. Em outubro de 2015, no entanto, o governo chinês aboliu a lei por causa do envelhecimento da nação e dos desequlíbrios de gênero, passando a permitir até dois filhos por família e em 2021 acabou por permitir três.

## Exceções
Apesar de ser chamada de "política do filho único", as regras ofereciam uma série de exceções e ambiguidades, algumas existentes devido à ampla oposição ao limite. Por exemplo: em grande parte da China rural, a maioria das famílias podia ter um segundo filho, principalmente se o primeiro fosse mulher. Em outros casos, por causa de problemas, como a negatividade da taxa de crescimento populacional e o envelhecimento da população, resolveu-se estender essa política: se pelo menos uma pessoa do casal tiver um ou mais irmãos, não poderá ter mais que 1 filho; porém, se os dois forem filhos únicos, eles poderiam ter no máximo 2 filhos.[carece de fontes?]

## Consequências
A China calcula que a política do filho único evitou cerca de 400 milhões de nascimentos ao longo dos últimos anos e ajudou a quebrar a preferência tradicional por grandes famílias, que sempre perpetuou a pobreza no país. Mas há sérias preocupações sobre os seus efeitos colaterais, como abortos seletivos de meninas e um rápido envelhecimento populacional. Em razão da implementação desta política restritiva, o número de casos de aborto e abandono de crianças aumentou significativamente, principalmente naquelas do sexo feminino.[carece de fontes?]

## Abolição
Em outubro de 2015, a agência de notícias chinesa Xinhua anunciou planos do governo para abolir a política do filho único, permitindo, agora, que todas as famílias tenham dois filhos, conforme um comunicado emitido pelo Partido Comunista. O movimento foi visto como uma contra-medida para o crescente envelhecimento da população da China.  Os críticos das restrições reprodutivas chinesas acolheram a mudança da política, mas afirmaram que a mudança da regra para dois filhos não acabará com esterilizações e abortos forçados, ou com o controle do governo sobre o nascimento de pessoas.